# WWE Great Balls of Fire
WWE Great Balls of Fire fue un evento anual de pago por visión producido por la empresa de lucha libre profesional WWE, exclusivo de la marca Raw. Tuvo lugar el 9 de julio de 2017 desde el American Airlines Center en Dallas, Texas. El tema oficial del evento fue "Great Balls of Fire" de Jerry Lee Lewis.

## Resultados
- Kick-Off: Neville derrotó a Akira Tozawa (con Titus O'Neil) y retuvo el Campeonato Peso Crucero de la WWE (11:40).[3][4]
  - Neville cubrió a Tozawa después un «Low Blow» contra las cuerdas y un «Spin Kick».
- Bray Wyatt derrotó a Seth Rollins (12:10).[5][6]
  - Wyatt cubrió a Rollins después de un «Eye poke» y un «Sister Abigail».
- Big Cass derrotó a Enzo Amore (5:25).[5][7]
  - Cass cubrió a Amore después de un «Running Big Boot».
- Cesaro & Sheamus derrotaron a The Hardy Boyz (Matt Hardy & Jeff Hardy) en un 30-Minute Iron Man Match y retuvieron el Campeonato en Parejas de Raw (30:00).[5][8]
  - Cesaro & Sheamus ganaron con un 4-3.
  - Sheamus cubrió a Matt después de un «Brogue Kick» [1-0] (0:18).
  - Cesaro cubrió a Jeff después de un «White Noise» de Sheamus [2-0] (9:48).
  - Jeff cubrió a Cesaro después de un «Twist of Fate» [2-1] (12:54).
  - Cesaro & Sheamus ganaron después de que Matt no volviera al ring antes de la cuenta de 10 después de que Cesaro lo lanzara contra un esquinero [3-1] (17:00).
  - Jeff cubrió a Cesaro con un «Cradle Pin» [3-2] (22:47).
  - Matt cubrió a Sheamus después de un «Twist of Fate» desde la tercera cuerda [3-3] (27:05).
  - Cesaro cubrió a Jeff después de que Jeff le aplicara un «Swanton Bomb» a Sheamus [4-3] (29:32).
- Sasha Banks derrotó a la Campeona Femenina de Raw Alexa Bliss por cuenta fuera (11:40).[5][9]
  - Banks ganó luego que de que Bliss se negara a volver al ring antes de la cuenta de 10.
  - Después de la lucha, Banks atacó a Bliss.
  - Como consecuencia, Bliss retuvo el campeonato.
- The Miz (con Maryse, Curtis Axel & Bo Dallas) derrotó a Dean Ambrose y retuvo el Campeonato Intercontinental (11:20).[5][10]
  - The Miz cubrió a Ambrose después de un «Skull Crushing Finale».
  - Durante la lucha, Maryse, Axel & Dallas interfirieron a favor de The Miz.
- Heath Slater derrotó a Curt Hawkins (2:10).[5][11]
  - Slater cubrió a Hawkins después de un «Smash Hit».
- Braun Strowman derrotó a Roman Reigns en un Ambulance Match (16:35).[5][12]
  - Strowman ganó la lucha después de meter a Reigns en la ambulancia tras fallar un «Spear».
  - Después de la lucha, Reigns atacó a Strowman, lo subió a la ambulancia y condujo hasta el estacionamiento de la arena, para después impactar en reversa contra un tráiler.
- Brock Lesnar (con Paul Heyman) derrotó a Samoa Joe y retuvo el Campeonato Universal de la WWE (6:25).[5][13]
  - Lesnar cubrió a Joe después de revertir un «Coquina Clutch» en un «F-5».
  - Antes de iniciar la lucha, Joe atacó a Lesnar.